# 臭化水銀(I)
臭化水銀(I)(Mercurous bromide)は、Hg2Br2という化学式で表される、水銀と臭素から構成される化合物である。加熱すると色が白色から黄色に変化し、紫外線に晒されると橙色の蛍光を発する。音響光学機器に応用される。
この物質を含む鉱物は非常に珍しいが、クズミナイト(Hg2(Br,Cl)2)と呼ばれる。

## 反応
臭化水銀(I)は、水銀元素を臭素元素とともに酸化するか、硝酸水銀(I)の水溶液に臭化ナトリウムを加えることによって生成される。臭化水銀(II)や水銀元素に分解する。

## 構造
直線状のX-Hg-Hg-X単位を含む他の水銀(I)化合物と同様に、臭化水銀(I)は、Hg-Hg結合の長さが249pm（金属中のHg-Hg結合の長さは300pm）、Hg-Br結合の長さが271pmのBrHg2Br単位を含む。全体としてのそれぞれのHg原子の配置は八面体型であり、最近傍の2か所に加えて、4つの臭素原子が332pmの位置にある。この化合物は、しばしばHg22+ 2Br-と表されるが、実際は分子である。